# SchweizMobil
SchweizMobil — це національна мережа для немоторизованого індивідуального транспорту, зокрема для відпочинку та туризму влітку та взимку.

Завдяки цьому проєкту SchweizMobil прагне сприяти розвитку немоторизованого індивідуального транспорту та його поєднанню з громадським та приватним транспортом. Важливими цілями є довгострокове забезпечення якісної національної мережі маршрутів для повільного руху за допомогою просторового планування та фінансових засобів, підвищення конкурентоспроможності туристичної Швейцарії та створення значної економічної вигоди у всіх регіонах країни, особливо в сільській місцевості.

## Характеристика
Немоторизований індивідуальний транспорт, у Швейцарії офіційно названий «повільний рух», охоплює піші прогулянки, їзду на велосипеді, гірський велоспорт, катання на роликах, каное, ходьбу на снігоступах та бігові лижі. SchweizMobil є пропозицією для туристів у сферах піших прогулянок, велотуризму, гірського велоспорту, катання на роликах, веслування, ходьби на снігоступах, бігових лиж та катання на санках. Проєкт було запущено у 1998 році. У ньому беруть участь робочі групи з Wanderland Schweiz, Naturfreunde Schweiz, Швейцарського альпійського клубу, Швейцарський туристичний союз, Швейцарський туризм, Veloland Schweiz та Wanderland Schweiz. Фаза розбудови завершилася влітку 2008 року; маркування маршрутів розпочалося у березні 2008 року. З 2017 року існують також єдині марковані пропозиції для зимового періоду.
SchweizMobil складається з відповідних тематичних «країн»:
Літо
- Країна пішохідного туризму Швейцарія
- Країна велосипедного туризму Швейцарія
- Країна гірського велосипедного туризму Швейцарія
- Країна катання на роликах Швейцарія
- Країна каное Швейцарія
- Безбар'єрні шляхи

Зима
- Зимові піші прогулянки
- Ходьба на снігоступах
- Бігові лижі
- Катання на санках

Тепер Швейцарія має унікальну у світі, єдину марковану густу мережу дальніх маршрутів для пішоходів, велосипедистів, гірських велосипедистів, ролерів, каноїстів, снігоступів, бігових лиж та санок.

## Маркування
Кожен вид спорту має спеціальне маркування. Кожен вид спорту поділяється на національні та регіональні, а подекуди й місцеві маршрути. Національні маршрути розраховані на кілька днів, регіональні — на дві-три години.